# Szlach-Puszcza
Szlach-Puszcza (biał. Шлях-Пушча; ros. Шлях-Пуща; pol. hist. Szlachecka Puszcza, Szlacheckie) – wieś na Białorusi, w obwodzie brzeskim, w rejonie bereskim, w sielsowiecie Siehniewicze. W 2009 roku liczyła 55 mieszkańców.

## Historia
W dwudziestoleciu międzywojennym leżała w Polsce, w województwie poleskim, w powiecie prużańskim, do 1 kwietnia 1932 w gminie Rewiatycze, następnie w gminie Siechniewicze. W 1921 miejscowość liczyła 15 mieszkańców, zamieszkałych w 3 budynkach, w tym 12 Polaków i 3 Białorusinów. 12 mieszkańców było wyznania rzymskokatolickiego i 3 prawosławnego.
Po II wojnie światowej w granicach Związku Sowieckiego. Od 1991 w niepodległej Białorusi.